# Kingston Town
Kingston Town is een single van Lord Creator uit 1970. In 1990 maakte de Engelse popgroep UB40 een coverversie van het nummer en bereikte daarmee de eerste plaats van de Nederlandse Top 40.
Het nummer gaat over een droomplek: Kingston Town. De zanger van het nummer verlangt ernaar om erheen te gaan, en er koning te worden, met alles dat daarbij hoort.
In Nederland en Frankrijk werd Kingston Town de derde nummer-1-hit van UB40. Het nummer maakte deel uit van UB40's zestiende album Labour of Love II en bleef in Nederland twee weken op de eerste positie staan. In totaal stond het nummer 14 weken genoteerd, waarmee het op de twaalfde plaats in de jaarlijst van 1990 belandde, met 400 punten. Buiten Nederland was het nummer minder succesvol; in het Verenigd Koninkrijk behaalde het de vierde plaats.

## Hitnotering

### Nederlandse Top 40
| Hitnotering: 14-04-1990 t/m 14-07-1990 | Hitnotering: 14-04-1990 t/m 14-07-1990 | Hitnotering: 14-04-1990 t/m 14-07-1990 | Hitnotering: 14-04-1990 t/m 14-07-1990 | Hitnotering: 14-04-1990 t/m 14-07-1990 | Hitnotering: 14-04-1990 t/m 14-07-1990 | Hitnotering: 14-04-1990 t/m 14-07-1990 | Hitnotering: 14-04-1990 t/m 14-07-1990 | Hitnotering: 14-04-1990 t/m 14-07-1990 | Hitnotering: 14-04-1990 t/m 14-07-1990 | Hitnotering: 14-04-1990 t/m 14-07-1990 | Hitnotering: 14-04-1990 t/m 14-07-1990 | Hitnotering: 14-04-1990 t/m 14-07-1990 | Hitnotering: 14-04-1990 t/m 14-07-1990 | Hitnotering: 14-04-1990 t/m 14-07-1990 | Hitnotering: 14-04-1990 t/m 14-07-1990 |
| Week                                   | 1                                      | 2                                      | 3                                      | 4                                      | 5                                      | 6                                      | 7                                      | 8                                      | 9                                      | 10                                     | 11                                     | 12                                     | 13                                     | 14                                     |                                        |
| -------------------------------------- | -------------------------------------- | -------------------------------------- | -------------------------------------- | -------------------------------------- | -------------------------------------- | -------------------------------------- | -------------------------------------- | -------------------------------------- | -------------------------------------- | -------------------------------------- | -------------------------------------- | -------------------------------------- | -------------------------------------- | -------------------------------------- | -------------------------------------- |
| Nummer                                 | 28                                     | 14                                     | 6                                      | 3                                      | 1                                      | 1                                      | 2                                      | 2                                      | 4                                      | 8                                      | 14                                     | 20                                     | 31                                     | 40                                     | uit                                    |

### Nationale Top 100
| Hitnotering: 07-04-1990 t/m 28-07-1990 | Hitnotering: 07-04-1990 t/m 28-07-1990 | Hitnotering: 07-04-1990 t/m 28-07-1990 | Hitnotering: 07-04-1990 t/m 28-07-1990 | Hitnotering: 07-04-1990 t/m 28-07-1990 | Hitnotering: 07-04-1990 t/m 28-07-1990 | Hitnotering: 07-04-1990 t/m 28-07-1990 | Hitnotering: 07-04-1990 t/m 28-07-1990 | Hitnotering: 07-04-1990 t/m 28-07-1990 | Hitnotering: 07-04-1990 t/m 28-07-1990 | Hitnotering: 07-04-1990 t/m 28-07-1990 | Hitnotering: 07-04-1990 t/m 28-07-1990 | Hitnotering: 07-04-1990 t/m 28-07-1990 | Hitnotering: 07-04-1990 t/m 28-07-1990 | Hitnotering: 07-04-1990 t/m 28-07-1990 | Hitnotering: 07-04-1990 t/m 28-07-1990 | Hitnotering: 07-04-1990 t/m 28-07-1990 | Hitnotering: 07-04-1990 t/m 28-07-1990 | Hitnotering: 07-04-1990 t/m 28-07-1990 |
| Week                                   | 1                                      | 2                                      | 3                                      | 4                                      | 5                                      | 6                                      | 7                                      | 8                                      | 9                                      | 10                                     | 11                                     | 12                                     | 13                                     | 14                                     | 15                                     | 16                                     | 17                                     |                                        |
| -------------------------------------- | -------------------------------------- | -------------------------------------- | -------------------------------------- | -------------------------------------- | -------------------------------------- | -------------------------------------- | -------------------------------------- | -------------------------------------- | -------------------------------------- | -------------------------------------- | -------------------------------------- | -------------------------------------- | -------------------------------------- | -------------------------------------- | -------------------------------------- | -------------------------------------- | -------------------------------------- | -------------------------------------- |
| Nummer                                 | 88                                     | 65                                     | 27                                     | 13                                     | 6                                      | 3                                      | 2                                      | 2                                      | 2                                      | 2                                      | 4                                      | 7                                      | 11                                     | 18                                     | 30                                     | 55                                     | 83                                     | uit                                    |

### NPO Radio 2 Top 2000
| Nummer met noteringen in de NPO Radio 2 Top 2000 | '99 | '00 | '01 | '02 | '03 | '04 | '05 | '06 | '07 | '08 | '09 | '10 | '11 | '12  | '13 | '14 | '15 | '16 | '17 | '18 | '19 | '20 | '21 | '22  | '23  | '24  |
| ------------------------------------------------ | --- | --- | --- | --- | --- | --- | --- | --- | --- | --- | --- | --- | --- | ---- | --- | --- | --- | --- | --- | --- | --- | --- | --- | ---- | ---- | ---- |
| Kingston Town                                    | 488 | 574 | 664 | 725 | 622 | 606 | 579 | 696 | 673 | 627 | 837 | 744 | 772 | 1038 | 773 | 902 | 836 | 929 | 933 | 813 | 988 | 844 | 789 | 1035 | 1007 | 1086 |

1. ↑  Een vetgedrukt getal geeft de hoogste notering aan.